# Mirio Cosottini
Mirio Cosottini (Figline Valdarno, 9 settembre 1971) è un trombettista, compositore e filosofo italiano.

## Biografia
Si diploma in tromba al Conservatorio di Firenze "Luigi Cherubini”, perfezionando poi lo studio dello strumento con il trombettista francese Pierre Thibaud. Successivamente s'interessa di improvvisazione musicale collaborando con il collettivo sperimentale Timet, dove riveste il ruolo di esecutore, compositore e teorico musicale. Questa esperienza, portata avanti dal 1996 al 2002, gli consente di conoscere numerosi musicisti e artisti italiani e stranieri, fra i quali Stefano Bollani, Monica Demuru, Beppe Mangione, Ares Tavolazzi, Mirko Guerrini, Letizia Renzini, Fernando Maraghini, Raffaella Giordano, il poeta Giancarlo Majorino, Andres Bosshard, Mariposa, Enrico Gabrielli, Alessandro Fiori, Andrea de Luca, Elliott Sharp, Zeena Parkins, Ikue Mori, Stefano Battaglia, Enrico Rava, Frank Shulte, Werner Puntigam. Inoltre, negli stessi anni, collabora con musicisti e compositori fra cui Maurizio Ben Omar, Oliviero Lacagnina, Vinko Globocar.
Nel 1998 compone le musiche per il film Anche le donne hanno perso la guerra del regista Carlo Bolli, tratto da un testo teatrale di Curzio Malaparte e prodotto da RaiSat con la collaborazione del Comune di Prato.
Nel 1999 si laurea in Filosofia all’Università degli Studi di Firenze e prosegue gli studi in Filosofia della Musica ottenendo, nel 2019, il Dottorato in Storia delle Società, delle Istituzioni e del Pensiero dal Medio Evo all’Età Contemporanea, con una tesi di Filosofia della Musica dal titolo Fenomenologia dell'improvvisazione musicale. La prospettiva del performer.
Nel 2002 è chiamato da Stefano Bollani, che ne cura produzione e arrangiamenti, a partecipare alle session in studio per il CD di Bobo Rondelli Disperati Intellettuali Ubriaconi.
Nel 2003, con il compositore e pianista Bruno De Franceschi, compone le musiche per There Where We Were prodotto dalla compagnia di danza Deja Donné, fondata da Lenka Flory e Simone Sandroni. La prima mondiale dello spettacolo avviene al Tanzwerkstatt Europa Festival di Monaco di Baviera. Con De Franceschi continuerà poi a collaborare per numerose performance in Italia e all’estero. Collaboreranno inoltre con il gruppo vocale Tacitevoci Ensemble (Cristiana Arcari, Elena Arcuri, Enrico Fink) dove parteciperanno anche musicisti come Paolino Dalla Porta, Damiano Puliti, Marco Papeschi, Oliviero Lacagnina. Nello stesso anno è poi chiamato dal regista Massimo Luconi, con il quale nascerà successivamente una proficua e intensa collaborazione, per comporre le musiche di No Man's Land, uno spettacolo teatrale con testo di Sandro Veronesi e la produzione del Teatro Metastasio di Prato.
Nel 2005 compone, con Dialy Maly Cissoko dell'Orchestra di Piazza Vittorio, le musiche per Le pareti della solitudine dall'opera di Tahar Ben Jelloun, un progetto drammaturgico per la regia di Massimo Luconi e con l'attore Ferdinando Maraghini. Nello stesso anno, con il fagottista Alessio Pisani, fonda l'Associazione GRIM (Musical Improvisation Research Group), la quale gli dà modo di collaborare con musicisti come Gianni Mimmo, Mario Arcari, Angelo Contini, Marco Tindiglia, Francesco Cigana, Filippo Pedol, Andrea Melani, Paolo Botti, Michel Godard e Luca Cartolari degli Anatrofobia; inoltre, come GRIMedia Records, realizza numerose produzioni discografiche. Sempre nello stesso anno compone le musiche per la compagnia Sosta Palmizi (A.Paz e La favola Esplosa), potendo così collaborare con danzatori come Giorgio Rossi, Raffaella Giordano, Simone Sandroni, Masako Noguchi, Teodora Popova. 
Dal 2005 al 2010 insegna Improvvisazione Musicale al Conservatorio di Padova, periodo nel quale tiene numerosi laboratori d’improvvisazione (Exploratorium, Berlino; Corsi di Alto Perfezionamento di Bertinoro di Romagna; Cantieri di Montepulciano; Conservatorio "Bruno Maderna" di Cesena, Conservatorio di Musica “L. Cherubini” di Firenze).
Nel 2007 compone le musiche per il documentario storico And They Came To Chicago: The Italian American Legacy, prodotto da Gia Amelia e con la voce narrante di Joe Mantegna. Il documentario è premiato al WTTW11 (PBS) e al NBC5, mentre la colonna sonora vince il Telly Awards del 2008.
Sempre nel 2008 è con Mirko Guerrini nell'ensemble che accompagna Massimo Altomare e Stefano Bollani per i concerti legati al disco Le Fanfole, canzoni composte su testi del poemetto metasemantico di Fosco Maraini Gnosi delle Fanfole. Nello stesso anno instaura la collaborazione con il pianista e didatta Tonino Miano, elaborando teorizzazioni sul rapporto tra Linearità e Nonlinearita nella musica che poi i due sviluppano e applicano realizzando alcuni cd pubblicati per la Impressus Records e GRIMedia Records. The Curvature of Pace del 2008. Cardinal del 2009, che si avvale della partecipazione di Alessio Pisani e Andrea Melani, un progetto dove i quattro musicisti si muovono pacatamente per le loro vie, variando direzioni e anche versi, ascoltandosi sempre, ma con dialoghi liberi e mai serrati. The Inner Life of Residue del 2014, più coerente con un idioma jazzistico. A fine anno appare nella classifica Top Jazz della rivista Musica Jazz come miglior strumentista dell'anno per la categoria ottoni.
Nel 2009 realizza come EA Silence (trio composto da Cosottini, Cartolari e Pisani) Cono di Ombra e Luce ed appare di nuovo nelle classifiche di fine anno della rivista Musica Jazz, sia nella categoria Musicista, sia come Miglior Nuovo Talento e Strumentista (per la categoria ottoni) e Cono di Ombra e Luce, insieme al CD Cardinal, è nella classifica di Miglior Disco dell'Anno.
Nel 2010 compone le musiche per Il Dolore, dall'opera di Marguerite Duras. Uno spettacolo con Mariangela Melato, la regia di Massimo Luconi e prodotto dal Teatro Comunale di Firenze e dal Teatro Stabile di Genova; nel 2013, uscirà il DVD dello spettacolo pubblicato per il Corriere della Sera. Inoltre, a fine anno, risulta come Miglior Strumentista della categoria ottoni nella classifica Top Jazz della rivista Musica Jazz ed è anche presente come Miglior Disco con Flatime e come Miglior Formazione con EASilence. Sempre nello stesso anno collabora di nuovo con Massimo Altomare per le registrazioni del disco Outing dove, tra gli altri, partecipano anche Stefano Bollani, Lorenzo Piscopo e Walter Paoli.
Nel 2011 compone le musiche per Sarabanda, spettacolo teatrale con Luciana Lo Jodice, la regia di Massimo Luconi e la produzione del Teatro Metastatio di Prato.
Nel 2012 partecipa come musicista alla trasmissione radiofonica Il Dottor Djembè, via dal solito tam tam di Radio RAI Tre, condotta da David Riondino, Stefano Bollani e Mirko Guerrini. Da questa esperienza, oltre a consolidare il rapporto artistico e di amicizia con Guerrini, inizia una fitta collaborazione con David Riondino che accompagna spesso nei suoi spettacoli, curandone le musiche ed eseguendole dal vivo: La musica dei matti con Mirko Guerrini (2013), Alatiel con Monica Demuru (2014), Bocca Baciata (2014), Triglie, Principesse, Tronisti e Alpini (2015). Sempre nello stesso anno, con Mirko Guerrini, elabora una sorta di ritrattistica sonora costituita attorno ad alcuni vincoli fisionomici e zodiacali, i Ritratti Sonori appunto, che ha avuto un largo spazio nella trasmissione radiofonica Alza il Volume in onda su Radio3 e in seguito, sempre per la stessa emittente, partecipano al Materadio, la festa che si svolge a Matera dal 2011 e curata dalla radio. L'esperimento dei Ritratti Sonori fu anche commissionato da La Repubblica e pubblicato sul sito Rep TV nel giugno del 2012.
Dal 2013 collabora regolarmente con l’Exploratorium di Berlino e con il pianista, ricercatore e insegnante di musica Reinhard Gagel. Approfondisce i temi della didattica dell’improvvisazione con il saggio Sound Invariance, Graphic and Improvisation (2016), la cui pubblicazione è curata da Gagel stesso. Insieme, poi, pubblicano il CD Piece Without Memory (2015), una creazione dialogica di suoni del tutto libera e interamente legata all'istante, tale da produrre composizioni dallo sviluppo verticale, non direttamente legate allo sviluppo nel tempo. Le note di copertina sono del filosofo Alessandro Bertinetto e con lui, Cosottini, continuerà una proficua collaborazione filosofico/musicale all’interno dell’Università di Udine/Trieste. Con il filosofo, nel 2018, con il tema Improvvisare la verità parteciperà anche agli incontri di Musica e Filosofia Prismi, organizzati dall'Ateneo Veneto (San Marco 1897, Venezia).
Nel 2014 realizza le musiche per il CD Le radici e le ali - Omaggio a Senghor con la partecipazione di Dialy Maly Cissoko e il percussionista Papi Thiam. La musica è realizzata all’interno di performance coordinate dal regista Massimo Luconi e con la presenza di musicisti come Paolo Fresu e Uri Caine.
Nel 2015, dallo spettacolo Bocca Baciata, oltre a suonare cura anche gli arrangiamenti per il CD di David Riondino Bocca Baciata non perde ventura, anzi rinnova come fa la Luna, distribuito dalla Materiali Sonori. Inoltre, sempre dal 2015, collabora con il centro di ricerca Tempo Reale, che si occupa del rapporto tra musica e nuove tecnologie e fondato nel 1987 da Luciano Berio. In maniera particolare lavora con il direttore Francesco Giomi e i musicisti Francesco Canavese e Monica Benvenuti. Realizza la partitura grafica Dettagli - per tre esecutori, che consiste di una mappa e ottantuno carte con segni grafici codificati (la mappa e le carte sono i “veicoli” e il modo in cui si legge la grafia genera molteplici possibilità musicali); e poi la partitura grafica I-Silence - per ensemble, che in seguito sarà registrata e distribuita in digitale dall’etichetta TRema.
Nel 2016 costituisce con il trombonista Niccolò Pontenani il Free Chamber Brass, un ensemble di musica improvvisata che debutta con un concerto per la rassegna del Cantiere Internazionale d'Arte di Montepulciano, manifestazione ideata dal compositore Hans Werner Henze. L'ensemble suonerà all'interno della Tipografia Madonna delle Querce dove, insieme ai musicisti del quartetto, suonano anche i tipografi che utilizzano le loro macchine da lavoro. Oltre a ciò compone le musiche per lo spettacolo Prometeo di Massimo Luconi e la produzione del Teatro Stabile di Napoli.
Nel 2018 collabora alle session in studio per il CD Majakovskij! - il futuro viene dal vecchio ma ha il respiro di un ragazzo di Arlo Bigazzi e Chiara Cappelli, coinvolgendo inoltre Mirko Guerrini e partecipando poi ad alcune rappresentazioni dal vivo dello spettacolo di teatro e musica.
Nel 2019 partecipa con Arlo Bigazzi, Pier Luigi Andreoni e Blaine L. Reininger, co-fondatore dei Tuxedomoon, alla realizzazione della colonna sonora per il wordless novel del disegnatore Luca Brandi, edita dalla Hollow Press. Il CD Tribæ Soundtrack è invece pubblicato dalla Materiali Sonori.

### La filosofia e la musica
I suoi studi si concentrano sulla filosofia della musica e sulla pedagogia dell’improvvisazione musicale, scrivendo numerosi saggi per riviste specializzate come Musica Domani, Perspectives of New Music, Aisthesis, Musicheria e la rivista online De Musica. Inoltre, nel 2015, pubblica Playing with Silence per la Mimesis International, un libro sul silenzio e sulle sue potenzialità performative, mentre nel 2017 dà alle stampe per la ETS Metodologia dell'Improvvisazione Musicale. Tra Linearità e Nonlinearità, un libro di metodologia dell’improvvisazione musicale nel quale Cosottini teorizza la dicotomia tra Lineairtà e Nonlineairtà come strumento per l’analisi dell’improvvisazione musicale.

## Opere
- 2008 - Musical research Through Young Bodie in Perspectives of New Music, Volume 46/1
- 2009 - Non-linearità per aprirsi all’improvvisazione musical in Musica Domani, trimestrale della Società Italiana per l’Educazione Musicale, Anno XXXIX, N.151, EDT
- 2010 - Studio del silenzio in contesti non lineari, su DE MUSICA, annuario a cura del Seminario Permanente di Filosofia della Musica dell’Università di Milano, rivista online diretta da Carlo Serra
- 2010 - La Non-linearità dell’ElectroAcousticSilence, website All About Jazz Italia
- 2011 - con A. Pisani Metodi non lineari e l’improvvisazione in Musica Domani trimestrale della Società Italiana per l’Educazione Musicale, Anno XLI, N.158, EDT
- 2012 - Non linearità e segno grafico in Musica Domanitrimestrale della Società Italiana per l’Educazione Musicale, n. 164-165, EDT
- 2013 - Ascolto creativo e scrittura creativa di un’improvvisazione musicale in Percorsi Musicali, blog di Ettore Garzia
- 2013 - Five Improvisations in Ontologie Musicali, a cura di Alessandro Bertinetto e Alessandro Arbo, Aisthesis – Università di Firenze
- 2015 - Invarianza, tempo e improvvisazione musicale in Itinera, rivista online di filosofia e di teoria delle arti. DOI
- 2015 - Quando improvvisiamo, siamo tutti ciechi, 7/12/2015, Musicheria.net - rivista di educazione musicale
- 2015 - Playing with Silence, Mimesis International, ISBN 978-88-5752-665-2
- 2016 - Sound Invariance, Graphic and Improvisation in Improvisation enforschen – Improvisierend forschen, eds. Gagel and Schwabe, Transcript, ISBN 978-3-8376-3188-3
- 2017 - Metodologia dell’improvvisazione musicale. Tra Linearità e Nonlinearità Edizioni ETS, ISBN 978-8-8467-46993
- 2019 - L’estetica dell’improvvisazione tra suono e silenzio in Musica Domani, n.180

## Discografia
- 2001 - Papi Thiam, Mirko Guerrini, Mirio Cosottini David Tiop - Le terribili onde della libertà Officine della Cultura
- 2006 - Kao Cissoko, Mirio Cosottini Le Radici e le Ali Teatro Metastasio di Prato
- 2007 - EAQuartett Electroacousticquartett Grimedia Rec.
- 2008 - Mirio Cosottini Tonino Miano, The Curvature of Pace Impressus Records
- 2009 - EA Silence Cono di Ombra e Luce Grimedia Rec./Amirani Rec.
- 2009 - Mirio Cosottini, Alessio Pisani, Tonino Miano, Andrea Melani Cardinal Grimedia Rec./Impressus Rec.
- 2010 - EA Silence Flatime Grimedia Rec./Amirani Rec.
- 2011 - EAOrchestra Likeidos Grimedia Rec./Amirani Rec.
- 2012 - A Windy Season Tidal - Amphidromic Cotidal Grimedia Rec.
- 2013 - Mirio Cosottini Mantras IRC Discs
- 2014 - Mirio Cosottini, Tonino Miano The Inner Life of Residue Impressus Rec.
- 2015 - Reinhard Gagel, Mirio Cosottini Pieces without Memory IRC Discs
- 2018 - Arlo Bigazzi feat. Mirio Cosottini, Blaine L. Reininger, Pier Luigi Andreoni Tribæ Soundtrack Materiali Sonori

### Timet
- 1996 - Timet Cicli di Sintesi PerBox
- 1997 - Timet Quadri di schermo vivo Arti Elettroniche
- 1997 - Timet Colazione con la pietra Arti Elettroniche
- 1998 - Timet La via negativa I Dischi Forma
- 1999 - Timet Restituzioni I Dischi Forma
- 2000 - Timet Carne capitata Matrix-I Dischi Forma
- 2002 - Timet Zaratustra I Dischi Forma

### Collaborazioni
- 1994 - Fulvio Caldini Data - Hands Ariston
- 1997 - Andrea Chimenti - Fernando Maraghini Qoelet Consorzio Produttori Indipendenti
- 1998 - Tacitevoci Ensemble - Naqqâra Ensemble La mutazione Tve
- 2002 - Bobo Rondelli Disperati Intellettuali Ubriaconi Venus
- 2003 - Giorgio Gaber Io non mi sento italiano CGD
- 2003 - Irene Grandi Prima di partire CGD
- 2004 - Marco Parente L’attuale giungla Mescal
- 2009 - Mirko Guerrini Il bianco e l'augusto Emarcy Universal
- 2010 - Massimo Altomare Outing Wing/Edel
- 2015 - Neurodeliri  Nuova Era autoproduzione
- 2016 - Tempo Reale Electroacoustic Ensemble Open Music N.1
- 2017 - David Riondino Bocca baciata non perde ventura, anzi rinnova come fa la Luna Giano Produzioni/Materiali Sonori
- 2020 - Arlo Bigazzi . Chiara Cappelli Solitarie Comunanze Digitali Materiali Sonori
- 2020 - Arlo Bigazzi . Chiara Cappelli Majakovskij! - il futuro viene dal vecchio ma ha il respiro di un ragazzo Materiali Sonori
- 2021 - Arlo Bigazzi . Chiara Cappelli Io Canto il Corpo Elettrico (live) Materiali Sonori

### Apparizioni in raccolte
- 1998 - V.A. Snowdoniani baccelloni attaccano Megaton 4 Snowdonia – Timet, E Sofferma E
- 2001 - V.A. Come fiori in Mare – Luigi Tenco, Riletto Lilium Produzioni – Marco Parente, Se Potessi Amore Mio

### DVD
- 2013 - Il Dolore regia Massimo Luconi, musiche Mirio Cosottini - Corriere della Sera
- 2005 - Le pareti della solitudine regia Massimo Luconi, musiche Mirio Cosottini e Maly Dialy Cissoko - Insekt multimedia